# Episodi di Sagrada familia (seconda stagione)
La seconda stagione della serie televisiva Sagrada familia, composta da 8 episodi, è stata distribuita internazionalmente sul servizio di streaming Netflix il 17 novembre 2023.
| nº | Titolo originale  | Titolo italiano   | Pubblicazione    |
| -- | ----------------- | ----------------- | ---------------- |
| 1  | El lago           | Il lago           | 17 novembre 2023 |
| 2  | Lejos de Dios     | Lontano da Dio    | 17 novembre 2023 |
| 3  | La puerta         | La porta          | 17 novembre 2023 |
| 4  | Abriendo los ojos | Apri gli occhi    | 17 novembre 2023 |
| 5  | Buenos Aires      | Buenos Aires      | 17 novembre 2023 |
| 6  | Pelo suelto       | Capelli sciolti   | 17 novembre 2023 |
| 7  | Hijo por hijo     | Figlio per figlio | 17 novembre 2023 |
| 8  | Sagrada familia   | Sacra famiglia    | 17 novembre 2023 |

## Il lago
- Titolo originale: El lago
- Diretto da: Manolo Caro
- Scritto da: Fernando Pérez López, María Miranda Anguita & Manolo Caro

## Lontano da Dio
- Titolo originale: Lejos de Dios
- Diretto da: Manolo Caro
- Scritto da: Fernando Pérez López, María Miranda Anguita & Manolo Caro

## La porta
- Titolo originale: La puerta
- Diretto da: Manolo Caro
- Scritto da: Fernando Pérez López, María Miranda Anguita & Manolo Caro

## Apri gli occhi
- Titolo originale: Abriendo los ojos
- Diretto da: Manolo Caro
- Scritto da: Manolo Caro, Fernando Pérez López, María Fernando Pérez López, María Miranda Anguita & Manolo Caro

## Buenos Aires
- Titolo originale: Buenos Aires
- Diretto da: Manolo Caro
- Scritto da: Fernando Pérez López, María Miranda Anguita & Manolo Caro

## Capelli sciolti
- Titolo originale: Pelo suelto
- Diretto da: Manolo Caro
- Scritto da: Fernando Pérez López, María Miranda Anguita & Manolo Caro

## Figlio per figlio
- Titolo originale: Hijo por hijo
- Diretto da: Manolo Caro
- Scritto da: Fernando Pérez López, María Miranda Anguita & Manolo Caro

## Sacra famiglia
- Titolo originale: Sagrada familia
- Diretto da: Manolo Caro
- Scritto da: Fernando Pérez López, María Miranda Anguita & Manolo Caro